# Szkoła Podstawowa im. ks. Jana Rąba w Iwoniczu-Zdroju
Szkoła Podstawowa im. ks. Jana Rąba w Iwoniczu-Zdroju – szkoła o charakterze podstawowym w Iwoniczu-Zdroju.

## Historia szkoły
Do 1936 roku dzieci z Iwonicza-Zdroju pobierały naukę w szkole w Iwoniczu. W 1936 roku wynajęto na terenie części zdrojowej miejscowości salę i część najmłodszych dzieci (klasa Ib i IIb) zaczęła pobierać w niej naukę. Również w tym roku powołano Komitet Budowy Szkoły w Iwoniczu-Zdroju. Prace rozpoczęto w 1937 roku i ukończono częściowo w 1939 roku. W czasie okupacji nauka odbywała się nieregularnie. Dzieci klas I–II uczyły się na terenie Zdroju. Po zakończeniu działań wojennych kontynuowano budowę i remont zniszczonego budynku szkolnego. 
1 sierpnia 1945 roku kierownikiem szkoły w Iwoniczu został Stanisław Habrat. 4 września 1945 roku dzieci ze zdroju rozpoczęły naukę w szkole "na Ispaku". Obie szkoły "na dole" i "na górze" miały jedno kierownictwo. Ze względu na trudności w administracji władze szkolne na wniosek kierownika Habrata z dniem 1 grudnia 1945 rozdzieliły pod względem administracyjnym i gospodarczym szkoły w Iwoniczu i w Iwoniczu-Zdroju. Kierownikiem Szkoły w Zdroju, został Leon Witwicki. W latach 50. ze względu na dużą liczbę dzieci, wynajmowano do nauki dodatkowe pomieszczenia w Zdroju, w "Krakowiaku" i "Belwederze", gdzie mieściło się też liceum.
W 1969 roku rozpoczęto rozbudowę szkoły. Prace trwały 4 lata. Od roku szkolnego 1973/74 do użytku oddano 16 sal lekcyjnych, salę gimnastyczną, gabinet lekarski i świetlicę z zapleczem socjalnym. 4 czerwca 1973 roku Gminna Rada Narodowa w Iwoniczu-Zdroju podjęła uchwałę o utworzeniu Zbiorczej Szkoły Gminnej. 8 maja 1975 roku nadano jej imię " XXX-lecia Zwycięstwa nad Faszyzmem". 
W 1999 roku na mocy reformy oświaty zorganizowano 6-letnią szkołę podstawową i 3-letnie gimnazjum. W 2002 roku Gimnazjum Publiczne otrzymało imię Amelii Załuskiej i Karola Załuskiego. W 2005 roku Szkole Podstawowej nadano imię ks. dr. Jana Rąba. W 2006 roku, w związku ze zmniejszającą się liczbą dzieci, połączono obie szkoły w Zespół Szkół. 17 maja 2008 roku Zespołowi Szkół nadano sztandar. W 2017 roku na mocy reformy oświaty przywrócono 8-letnią szkołę podstawową.
Kierownicy i dyrektorzy szkoły
1945. Stanisław Habrat (kierownik szkoły w Iwoniczu i Iwoniczu-Zdroju).
1945–1947. Leon Witwicki.
1947–1965. Jan Wilk.
1965–1978. Stanisław Stanisz (od 1973 gminny dyrektor szkół).
1978–1980. Antoni Pitrus (gminny dyrektor szkół).
1980–1981. Halina Baran (gminny dyrektor szkół).
1981–1983. Antoni Pitrus (gminny dyrektor szkół).
1983–1984. Władysław Reczkowski (gminny dyrektor szkół).
1984–1991. Maria Telesz.
1991–2000. Henryk Boryczko (SP).
1999–2006. Krzysztof Maciejewski (gimnazjum).
2000–2016. Kazimierz Twaróg (od 2006 ZS).
2016– nadal Mariusz Kopczyk.

## Znani uczniowie
- Janusz Michalak – regionalista, autor wielu przewodników turystycznych
- Janusz Bek – dr nauk ekonomicznych, rektor WSE w Stalowej Woli[3]
- Józef Józefczyk - aktor filmowy i teatralny
- Władysław Kandefer – polityk, poseł
- Jan Nycz – pedagog, społecznik
- Jerzy Kenar – rzeźbiarz[4]
- Anna Murman – narciarka alpejska, reprezentantka Polski
- Jan Murdzek – biathlonista, reprezentant Polski
- Leon Michna – artysta malarz, wykładowca ASP w Warszawie[5]
- Paweł Zygmunt – łyżwiarz, olimpijczyk
- Łukasz Szczurek – biathlonista, olimpijczyk

## Imprezy cykliczne
- Wojewódzki Rajd Szkolnych Kół PTSM "Między Zdroje"